# Colombiès
Colombiès est une commune française située dans le département de l'Aveyron en région Occitanie.

## Géographie

### Communes limitrophes
Les communes limitrophes sont  Belcastel, Boussac, Castanet, Mayran, Moyrazès, Prévinquières, Rieupeyroux et Rignac.

### Hydrographie

#### Réseau hydrographique

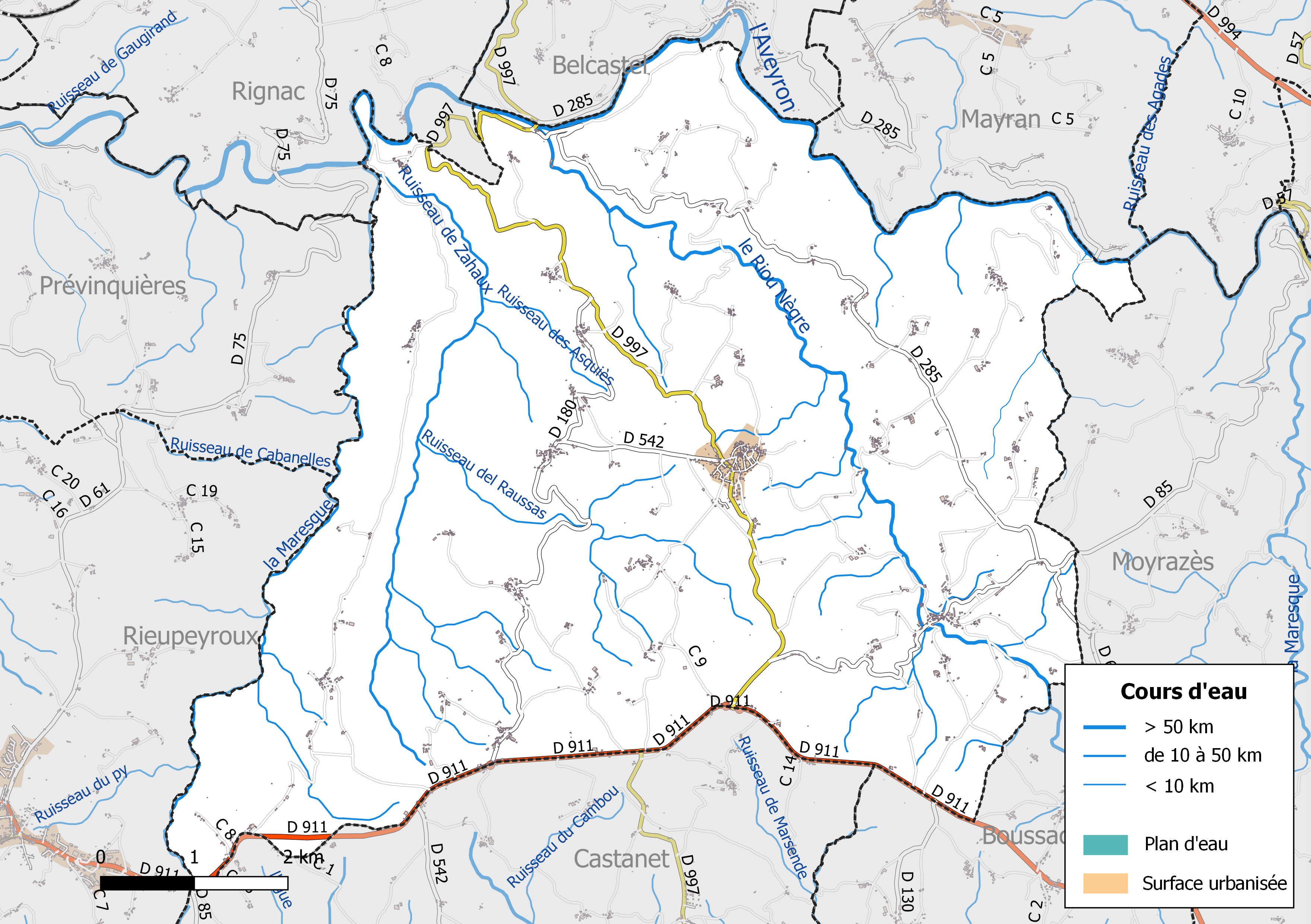
Réseaux hydrographique et routier de Colombiès.

La commune est drainée par l'Aveyron, le Riou Nègre, la Maresque de Moyrazès, le ruisseau de Zahaux, le ruisseau de François, le ruisseau del Raussas, le ruisseau des Asquiès et par divers petits cours d'eau.
L'Aveyron, d'une longueur totale de 290,6 km, prend sa source dans la commune de Sévérac d'Aveyron et se jette dans le Tarn au nord-ouest de Montauban, au niveau de Barry-d'Islemade, après avoir arrosé 60 communes. Elle longe la commune sur son flanc nord et constitue la limite séparative avec Mayran, Belcastel et Rignac.
Le Riou Nègre, d'une longueur totale de 13,3 km, prend sa source dans la commune de Boussac et se jette  dans l'Aveyron à Colombiès, après avoir arrosé 2 communes.
La Maresque de Moyrazès, d'une longueur totale de 10,7 km, prend sa source dans la commune de Moyrazès et se jette  dans l'Aveyron à Moyrazès.

#### Gestion des cours d'eau
Afin d’atteindre le bon état des eaux imposé par la Directive-cadre sur l'eau du 23 octobre 2000, plusieurs outils de gestion intégrée s’articulent à différentes échelles pour définir et mettre en œuvre un programme d’actions de réhabilitation et de gestion des milieux aquatiques : le SDAGE (Schéma directeur d'aménagement et de gestion des eaux), à l’échelle du bassin hydrographique, et le SAGE (Schéma d'aménagement et de gestion des eaux), à l’échelle locale. Ce dernier fixe les objectifs généraux d’utilisation, de mise en valeur et de protection quantitative et qualitative des ressources en eau superficielle et souterraine. Trois SAGE sont mis en oeuvre dans le département de l'Aveyron.
La commune fait partie du SAGE du bassin versant du Viaur, approuvé le 28 mars 2018, au sein du SDAGE Adour-Garonne. Le périmètre de ce SAGE couvre 89 communes, sur trois départements (Aveyron, Tarn et Tarn-et-Garonne),. Le pilotage et l’animation du SAGE sont assurés par l’établissement public d'aménagement et de gestion des eaux (EPAGE) du bassin du Viaur, une structure qui regroupe les établissements publics de coopération intercommunale à fiscalité propre (EPCI-FP) dont le territoire est inclus (en totalité ou partiellement) dans le bassin hydrographique du Viaur et les structures gestionnaires de l’alimentation en eau potable des populations et qui disposent d’une ressource sur le bassin versant du Viaur. Il correspond à l’ancien syndicat mixte du Bassin versant du Viaur,.

### Climat
Pour des articles plus généraux, voir Climat de l'Occitanie et Climat de l'Aveyron.
En 2010, le climat de la commune est de type climat océanique altéré, selon une étude s'appuyant sur une série de données couvrant la période 1971-2000. En 2020, Météo-France publie une typologie des climats de la France métropolitaine dans laquelle la commune est dans une zone de transition entre le climat océanique altéré et le climat de montagne et est dans la région climatique Sud-est du Massif Central, caractérisée par une pluviométrie annuelle de 1 000 à 1 500 mm, minimale en été, maximale en automne.
Pour la période 1971-2000, la température annuelle moyenne est de 10,6 °C, avec une amplitude thermique annuelle de 15,1 °C. Le cumul annuel moyen de précipitations est de 1 060 mm, avec 12,3 jours de précipitations en janvier et 6,9 jours en juillet. Pour la période 1991-2020, la température moyenne annuelle observée sur la station météorologique installée sur la commune est de 11,5 °C et le cumul annuel moyen de précipitations est de 989,2 mm,. Pour l'avenir, les paramètres climatiques de la commune estimés pour 2050 selon différents scénarios d'émission de gaz à effet de serre sont consultables sur un site dédié publié par Météo-France en novembre 2022.
| Mois                                  | jan.          | fév.         | mars          | avril       | mai           | juin         | jui.         | août          | sep.          | oct.          | nov.          | déc.         | année     |
| ------------------------------------- | ------------- | ------------ | ------------- | ----------- | ------------- | ------------ | ------------ | ------------- | ------------- | ------------- | ------------- | ------------ | --------- |
| Température minimale moyenne (°C)     | 1             | 0,8          | 3,5           | 6           | 9,1           | 13           | 14,7         | 14,7          | 11,9          | 9,1           | 4,6           | 1,9          | 7,5       |
| Température moyenne (°C)              | 3,7           | 4            | 7,4           | 10,2        | 13,6          | 17,9         | 19,9         | 19,8          | 16,4          | 12,6          | 7,4           | 4,7          | 11,5      |
| Température maximale moyenne (°C)     | 6,4           | 7,3          | 11,2          | 14,4        | 18,1          | 22,7         | 25,1         | 24,9          | 21            | 16,1          | 10,2          | 7,4          | 15,4      |
| Record de froid (°C) date du record   | −11 12.01.03  | −14 12.02.12 | −9,7 01.03.05 | −5 08.04.21 | −2 05.05.19   | 3,1 01.06.06 | 6,3 12.07.00 | 6 28.08.11    | 2,4 25.09.02  | −4 25.10.03   | −6,4 16.11.07 | −11 26.12.10 | −14 2012  |
| Record de chaleur (°C) date du record | 18,8 01.01.22 | 21 27.02.19  | 23,7 29.03.23 | 26 21.04.18 | 32,4 21.05.22 | 37 27.06.19  | 37 24.07.19  | 38,7 23.08.23 | 33,2 12.09.22 | 31,3 01.10.23 | 22 07.11.15   | 20 31.12.21  | 38,7 2023 |
| Précipitations (mm)                   | 87,5          | 68           | 75            | 99,4        | 105,1         | 71,6         | 53,4         | 67,2          | 80,9          | 88            | 98,8          | 94,3         | 989,2     |

### Milieux naturels et biodiversité

#### Sites Natura 2000

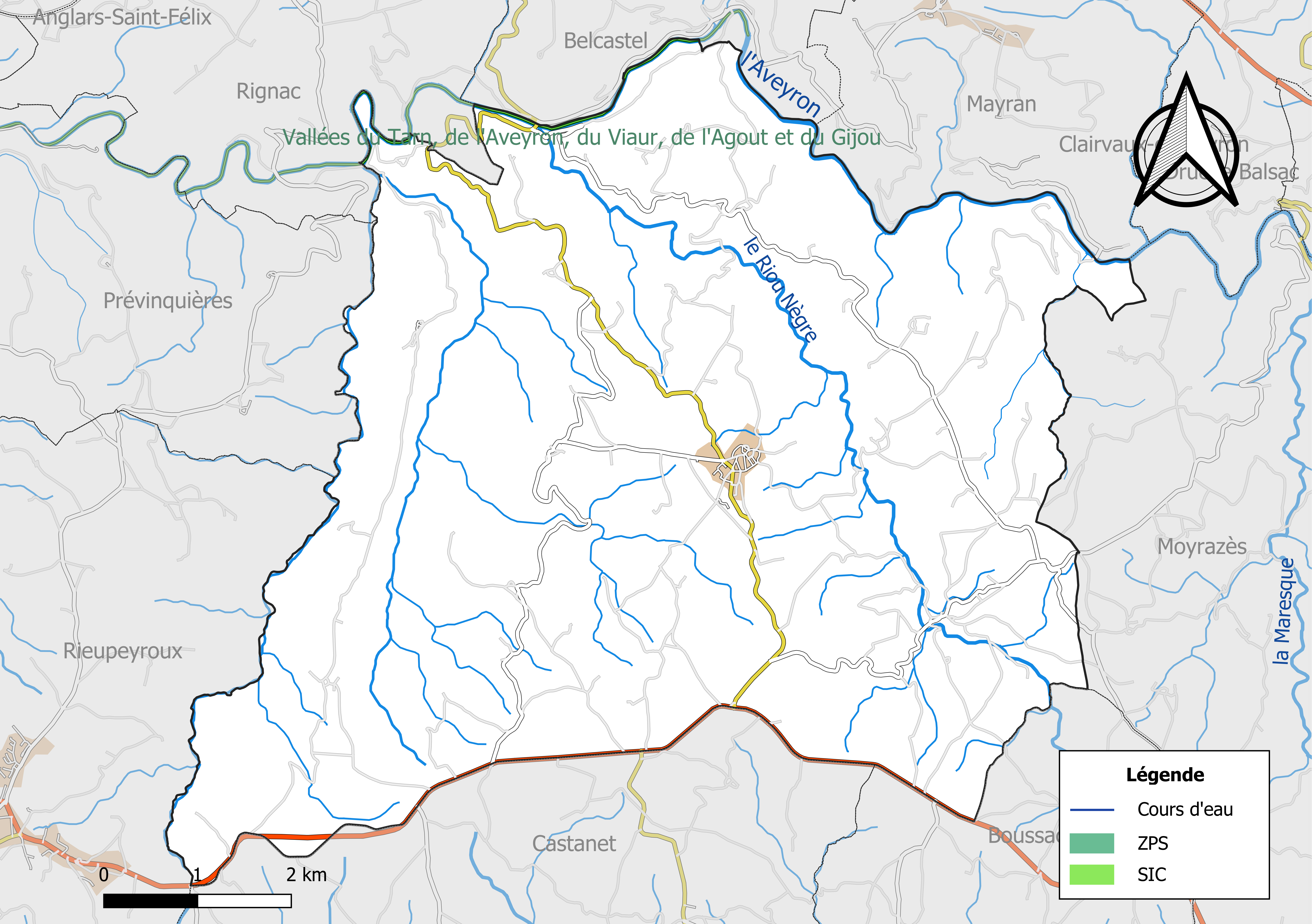
Sites Natura 2000 sur le territoire communal.

Le réseau Natura 2000 est un réseau écologique européen de sites naturels d’intérêt écologique élaboré à partir des Directives « Habitats » et « Oiseaux ». Ce réseau est constitué de Zones spéciales de conservation (ZSC) et de Zones de protection spéciale (ZPS). Dans les zones de ce réseau, les États Membres s'engagent à maintenir dans un état de conservation favorable les types d'habitats et d'espèces concernés, par le biais de mesures réglementaires, administratives ou contractuelles.
Un site Natura 2000 a été défini sur la commune au titre de la « directive Habitats » : 
Les « Vallées du Tarn, de l'Aveyron, du Viaur, de l'Agout et du Gijou », d'une superficie de 17 144 ha, s'étendent sur 136 communes dont 41 dans l'Aveyron, 8 en Haute-Garonne, 50 dans le Tarn et 37 dans le Tarn-et-Garonne. Elles présentent une très grande diversité d'habitats et d'espèces dans ce vaste réseau de cours d'eau et de gorges. La présence de la Loutre d'Europe et de la moule perlière d'eau douce est également d'un intérêt majeur.

#### Zones naturelles d'intérêt écologique, faunistique et floristique
L’inventaire des zones naturelles d'intérêt écologique, faunistique et floristique (ZNIEFF) a pour objectif de réaliser une couverture des zones les plus intéressantes sur le plan écologique, essentiellement dans la perspective d’améliorer la connaissance du patrimoine naturel national et de fournir aux différents décideurs un outil d’aide à la prise en compte de l’environnement dans l’aménagement du territoire.
Le territoire communal de Colombiès comprend une ZNIEFF de type 1,, 
la « Rivière Aveyron » (3 500 ha), couvrant 63 communes dont 38 dans l'Aveyron, 5 dans le Tarn et 20 dans le Tarn-et-Garonne
, et une ZNIEFF de type 2,, 
la « Vallée de l'Aveyron » (14 644 ha), qui s'étend sur 68 communes dont 41 dans l'Aveyron, 5 dans le Tarn et 22 dans le Tarn-et-Garonne.

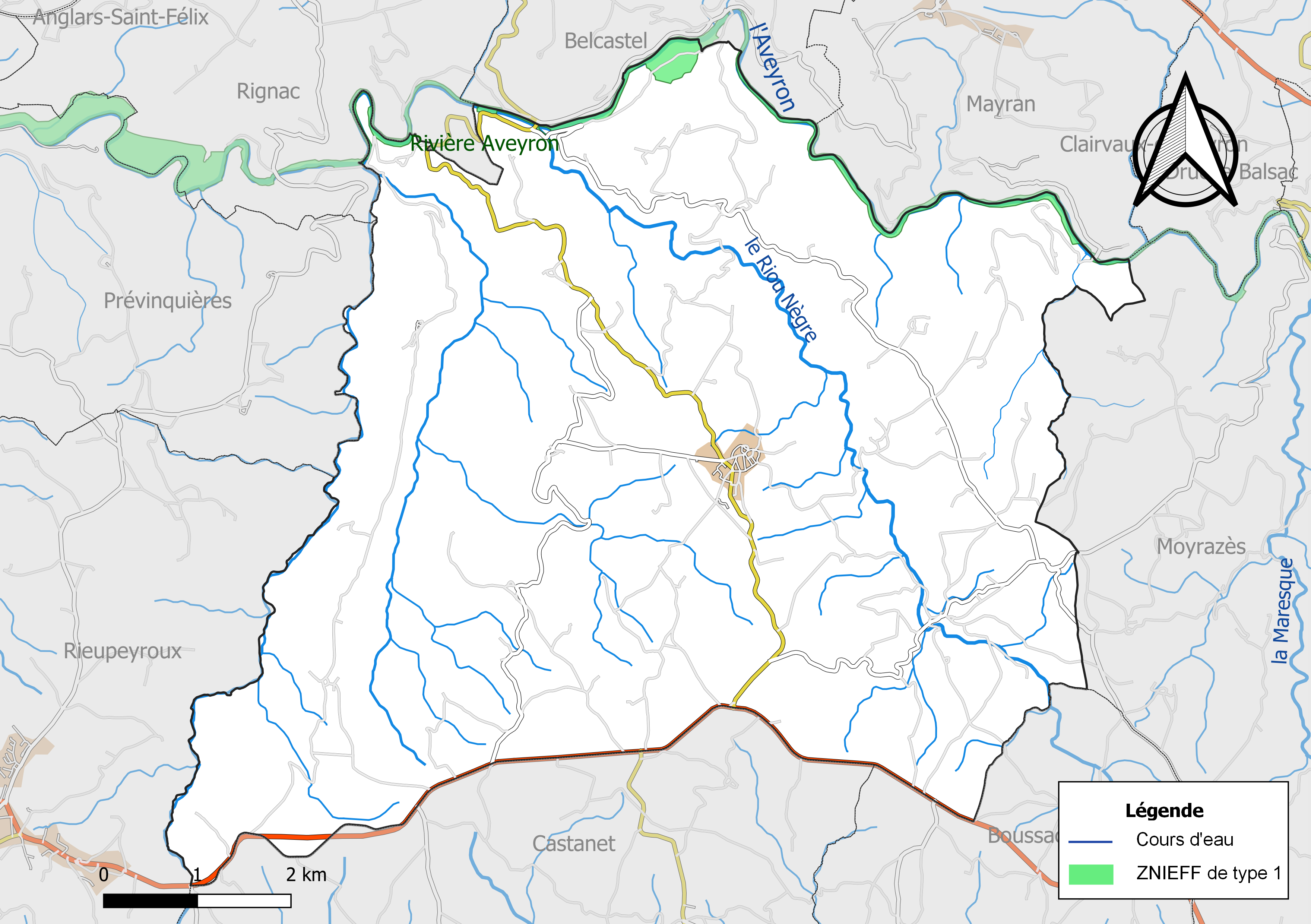
Carte de la ZNIEFF de type 1 de la commune.
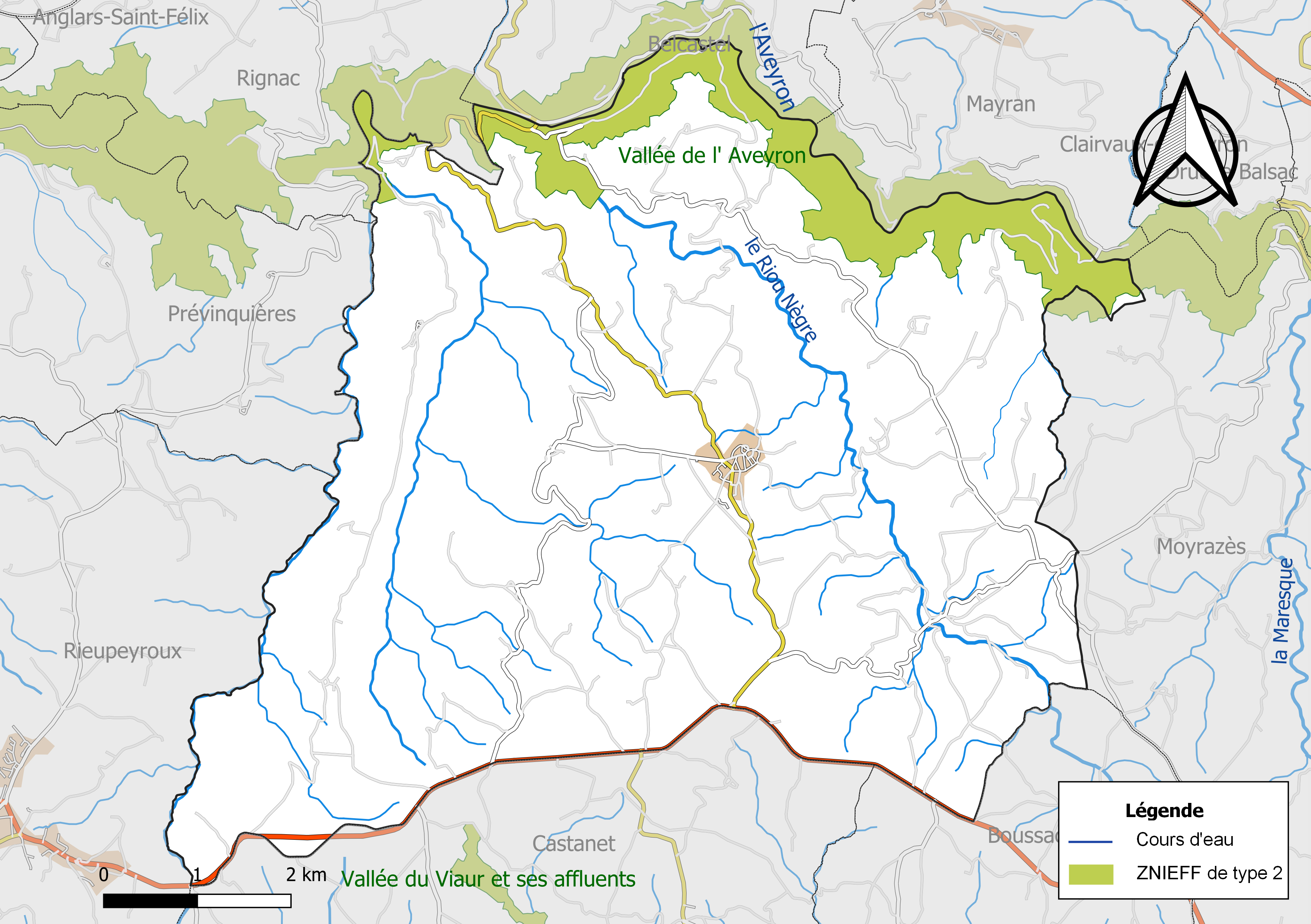
Carte de la ZNIEFF de type 2 de la commune.

## Urbanisme

### Typologie
Au 1er janvier 2024, Colombiès est catégorisée commune rurale à habitat très dispersé, selon la nouvelle grille communale de densité à 7 niveaux définie par l'Insee en 2022.
Elle est située hors unité urbaine. Par ailleurs la commune fait partie de l'aire d'attraction de Rodez, dont elle est une commune de la couronne,. Cette aire, qui regroupe 68 communes, est catégorisée dans les aires de 50 000 à moins de 200 000 habitants,.

### Occupation des sols

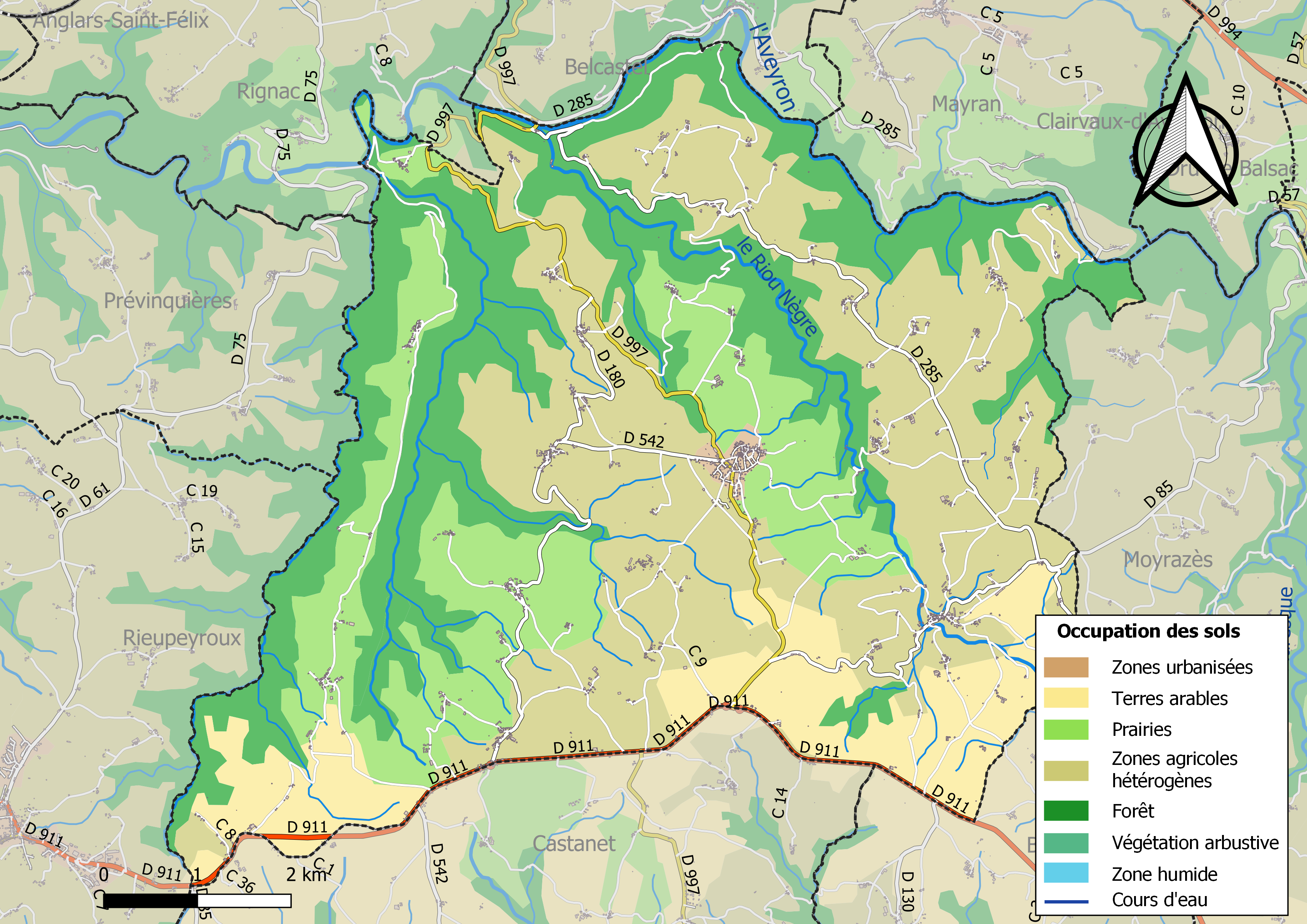
Infrastructures et occupation des sols de la commune de Colombiès.

L'occupation des sols de la commune, telle qu'elle ressort de la base de données européenne d’occupation biophysique des sols Corine Land Cover (CLC), est marquée par l'importance des territoires agricoles (70,6 % en 2018), une proportion sensiblement équivalente à celle de 1990 (71 %). La répartition détaillée en 2018 est la suivante : 
zones agricoles hétérogènes (39,7 %), forêts (28,9 %), prairies (18,5 %), terres arables (12,4 %), zones urbanisées (0,6 %).

### Planification
La loi SRU du 13 décembre 2000 a incité fortement les communes à se regrouper au sein d’un établissement public, pour déterminer les partis d’aménagement de l’espace au sein d’un SCoT, un document essentiel d’orientation stratégique des politiques publiques à une grande échelle. La commune est dans le territoire du SCoT du Centre Ouest Aveyron  approuvé en février 2020. La structure porteuse est le Pôle d'équilibre territorial et rural Centre Ouest Aveyron, qui associe neuf EPCI, notamment la communauté de communes Pays Ségali, dont la commune est membre.
La commune disposait en 2017 d'un plan local d'urbanisme approuvé. Le zonage réglementaire et le règlement associé peuvent être consultés sur le Géoportail de l'urbanisme.

### Risques majeurs
Le territoire de la commune de Colombiès est vulnérable à différents aléas naturels : climatiques (hiver exceptionnel ou canicule), feux de forêts et séisme (sismicité très faible).
Il est également exposé à un risque technologique, le transport de matières dangereuses, et à un risque particulier, le risque radon,.

#### Risques naturels
Le Plan départemental de protection des forêts contre les incendies découpe le département de l’Aveyron en sept « bassins de risque » et définit une sensibilité des communes à l’aléa feux de forêt (de faible à très forte). La commune est classée en sensibilité faible.
Les mouvements de terrains susceptibles de se produire sur la commune sont liés au retrait-gonflement des argiles, conséquence d'un changement d'humidité des sols argileux. Les argiles sont capables de fixer l'eau disponible mais aussi de la perdre en se rétractant en cas de sécheresse. Ce phénomène peut provoquer des dégâts très importants sur les constructions (fissures, déformations des ouvertures) pouvant rendre inhabitables certains locaux. La carte de zonage de cet aléa peut être consultée sur le site de l'observatoire national des risques naturels Georisques.

#### Risques technologiques
Le risque de transport de matières dangereuses sur la commune est lié à sa traversée par une route à fort trafic. Un accident se produisant sur une telle infrastructure est en effet susceptible d’avoir des effets graves au bâti ou aux personnes jusqu’à 350 m, selon la nature du matériau transporté. Des dispositions d’urbanisme peuvent être préconisées en conséquence.

#### Risque particulier
Dans plusieurs parties du territoire national, le radon, accumulé dans certains logements ou autres locaux, peut constituer une source significative d’exposition de la population aux rayonnements ionisants. Toutes les communes du département sont concernées par le risque radon à un niveau plus ou moins élevé. La commune de Colombiès est classée à risque moyen à élevé.

## Politique et administration

### Découpage territorial
La commune de Colombiès est membre de la communauté de communes Pays Ségali, un établissement public de coopération intercommunale (EPCI) à fiscalité propre créé le 1er janvier 2017 dont le siège est à Baraqueville. Ce dernier est par ailleurs membre d'autres groupements intercommunaux.
Sur le plan administratif, elle est rattachée à l'arrondissement de Villefranche-de-Rouergue, au département de l'Aveyron et à la région Occitanie. Sur le plan électoral, elle dépend du  canton de Ceor-Ségala pour l'élection des conseillers départementaux, depuis le redécoupage cantonal de 2014 entré en vigueur en 2015, et de la deuxième circonscription de l'Aveyron  pour les élections législatives, depuis le dernier découpage électoral de 2010.

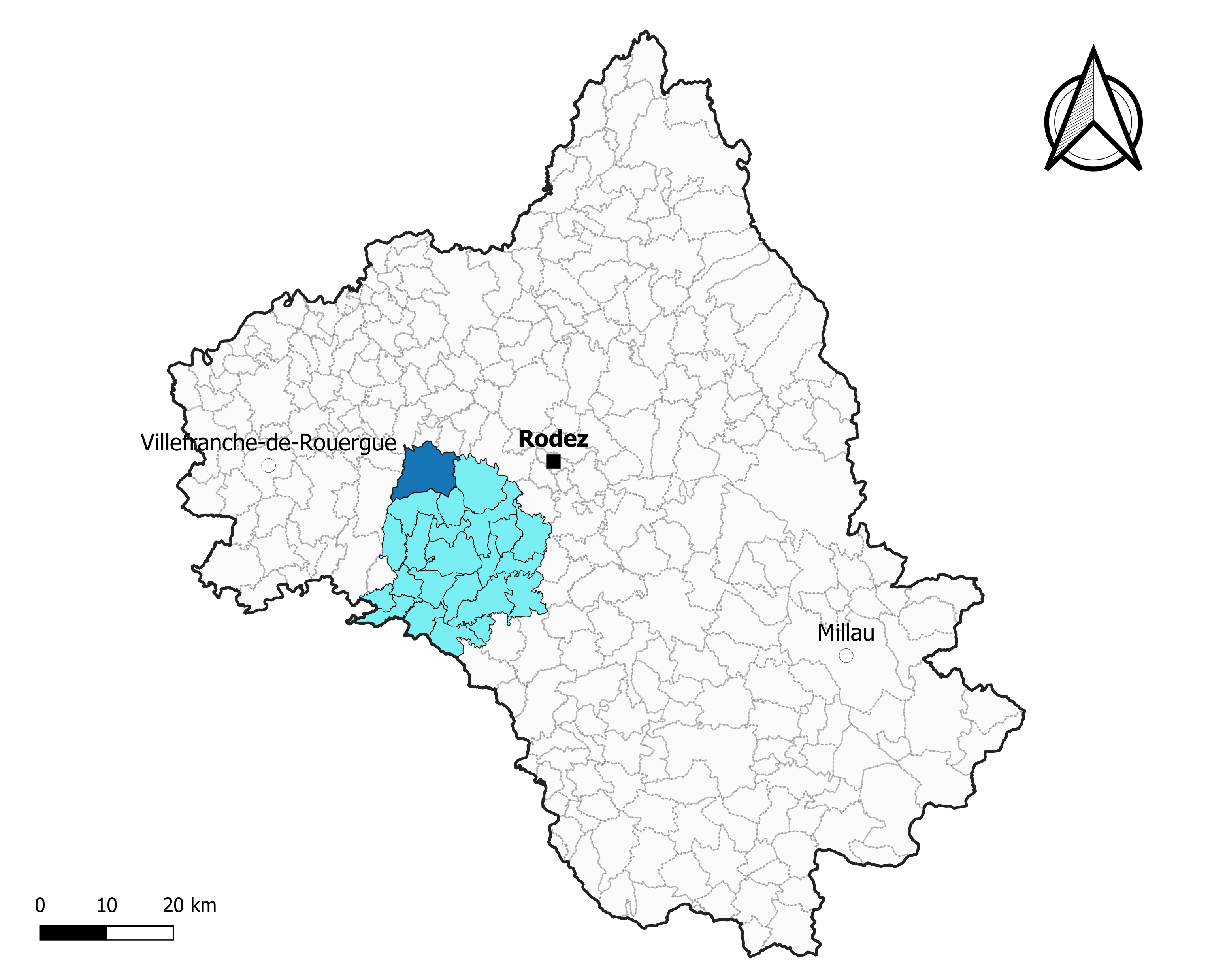
Colombiès dans l'intercommunalité en 2020.
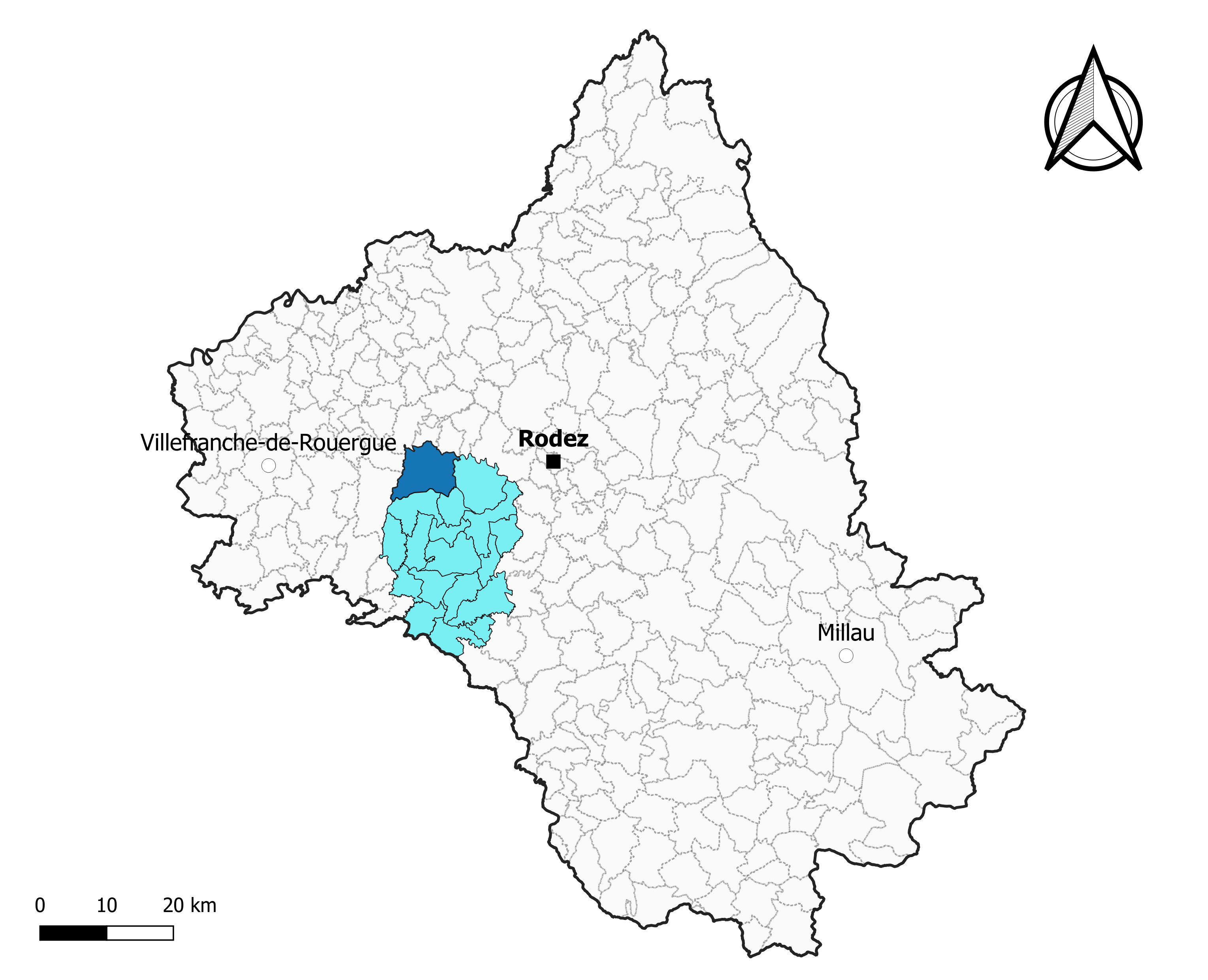
Colombiès dans le canton de Ceor-Ségala en 2020.
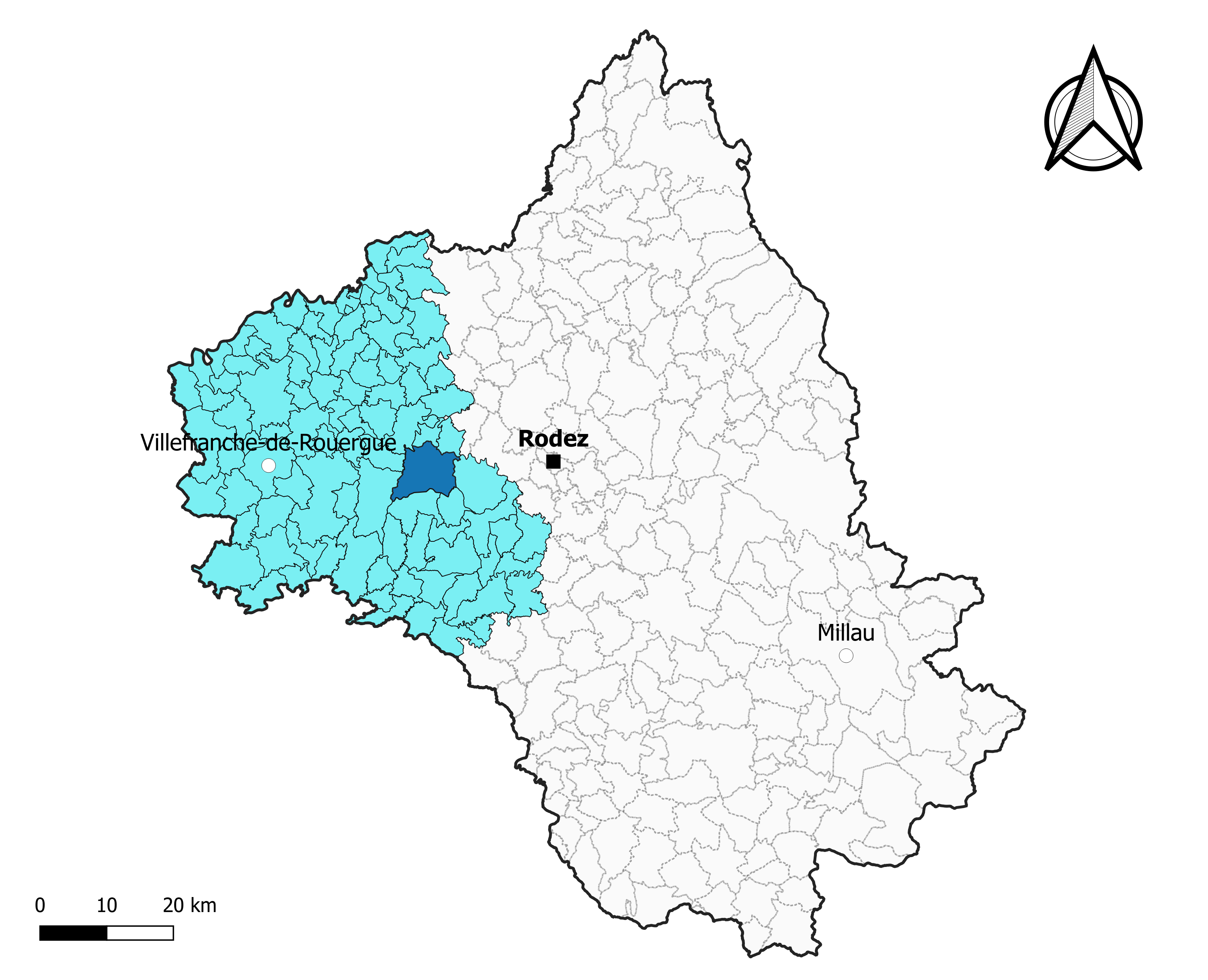
Colombiès dans l'arrondissement de Villefranche-de-Rouergue en 2020.

### Élections municipales et communautaires

#### Élections de 2020
Le conseil municipal de Colombiès, commune de moins de 1 000 habitants, est élu au scrutin majoritaire plurinominal à deux tours avec candidatures isolées ou groupées et possibilité de panachage. Compte tenu de la population communale, le nombre de sièges à pourvoir lors des élections municipales de 2020 est de 15. La totalité des quinze candidats en lice est élue dès le premier tour, le 15 mars 2020, avec un taux de participation de 57,87 %.
Patrick Alcouffe est élu nouveau maire de la commune le 23 mai 2020.
Dans les communes de moins de 1 000 habitants, les conseillers communautaires sont désignés parmi les conseillers municipaux élus en suivant l’ordre du tableau (maire, adjoints puis conseillers municipaux) et dans la limite du nombre de sièges attribués à la commune au sein du conseil communautaire. Deux sièges sont attribués à la commune au sein de la communauté de communes Pays Ségali.

#### Liste des maires
| Période                                  | Période  | Identité          | Étiquette | Qualité                         |
| ---------------------------------------- | -------- | ----------------- | --------- | ------------------------------- |
| mars 1969                                | 1983     | Pierre Laur       |           |                                 |
| mars 1983                                | 2001     | André Cazals      |           |                                 |
| mars 2001                                | mai 2020 | Dominique Barres  |           | Retraité de profession libérale |
| mai 2020                                 | En cours | Patrick Alcouffe, |           | Ancien cadre                    |
| Les données manquantes sont à compléter. |          |                   |           |                                 |

## Démographie
L'évolution du nombre d'habitants est connue à travers les recensements de la population effectués dans la commune depuis 1793. Pour les communes de moins de 10 000 habitants, une enquête de recensement portant sur toute la population est réalisée tous les cinq ans, les populations de référence des années intermédiaires étant quant à elles estimées par interpolation ou extrapolation. Pour la commune, le premier recensement exhaustif entrant dans le cadre du nouveau dispositif a été réalisé en 2007.

En 2022, la commune comptait 880 habitants, en évolution de −2,65 % par rapport à 2016 (Aveyron : +0,37 %, France hors Mayotte : +2,11 %).
| 1793 | 1800 | 1806  | 1821  | 1831  | 1836  | 1841  | 1846  | 1851  |
| ---- | ---- | ----- | ----- | ----- | ----- | ----- | ----- | ----- |
| 650  | 523  | 1 532 | 1 854 | 1 830 | 1 914 | 1 947 | 2 045 | 2 162 |

| 1856  | 1861  | 1866  | 1872  | 1876  | 1881  | 1886  | 1891  | 1896  |
| ----- | ----- | ----- | ----- | ----- | ----- | ----- | ----- | ----- |
| 2 158 | 2 127 | 2 267 | 2 185 | 2 272 | 2 385 | 2 394 | 2 374 | 2 317 |

| 1901  | 1906  | 1911  | 1921  | 1926  | 1931  | 1936  | 1946  | 1954  |
| ----- | ----- | ----- | ----- | ----- | ----- | ----- | ----- | ----- |
| 2 266 | 2 242 | 2 066 | 2 020 | 1 951 | 1 874 | 1 911 | 1 978 | 1 791 |

| 1962  | 1968  | 1975  | 1982  | 1990  | 1999 | 2006 | 2007 | 2012 |
| ----- | ----- | ----- | ----- | ----- | ---- | ---- | ---- | ---- |
| 1 747 | 1 657 | 1 446 | 1 234 | 1 096 | 984  | 954  | 950  | 934  |

| 2017 | 2022 | - | - | - | - | - | - | - |
| ---- | ---- | - | - | - | - | - | - | - |
| 903  | 880  | - | - | - | - | - | - | - |

## Économie

### Revenus
En 2018  (données Insee publiées en septembre 2021), la commune compte 398 ménages fiscaux, regroupant 832 personnes. La médiane du revenu disponible par unité de consommation est de 18 570 € (20 640 € dans le département).

### Emploi
| Division       | 2008  | 2013  | 2018  |
| -------------- | ----- | ----- | ----- |
| Commune        | 2,4 % | 3,4 % | 7 %   |
| Département    | 5,4 % | 7,1 % | 7,1 % |
| France entière | 8,3 % | 10 %  | 10 %  |

En 2018, la population âgée de 15 à 64 ans s'élève à 458 personnes, parmi lesquelles on compte 77,5 % d'actifs (70,4 % ayant un emploi et 7 % de chômeurs) et 22,5 % d'inactifs,. Depuis 2008, le taux de chômage communal (au sens du recensement) des 15-64 ans est inférieur à celui de la France et du département.
La commune fait partie de la couronne de l'aire d'attraction de Rodez, du fait qu'au moins 15 % des actifs travaillent dans le pôle,. Elle compte 210 emplois en 2018, contre 221 en 2013 et 224 en 2008. Le nombre d'actifs ayant un emploi résidant dans la commune est de 331, soit un indicateur de concentration d'emploi de 63,6 % et un taux d'activité parmi les 15 ans ou plus de 47,6 %.
Sur ces 331 actifs de 15 ans ou plus ayant un emploi, 138 travaillent dans la commune, soit 42 % des habitants. Pour se rendre au travail, 71,1 % des habitants utilisent un véhicule personnel ou de fonction à quatre roues, 0,6 % les transports en commun, 15,5 % s'y rendent en deux-roues, à vélo ou à pied et 12,9 % n'ont pas besoin de transport (travail au domicile).

### Activités hors agriculture

#### Secteurs d'activités
47 établissements sont implantés  à Colombiès au 31 décembre 2019. Le tableau ci-dessous en détaille le nombre par secteur d'activité et compare les ratios avec ceux du département,.
| Secteur d'activité                                                                                        | Commune | Commune | Département |
| Secteur d'activité                                                                                        | Nombre  | %       | %           |
| --- | ------- | ------- | ----------- |
| Ensemble                                                                                                  | 47      |         |             |
| Industrie manufacturière, industries extractives et autres                                                | 18      | 38,3 %  | (17,7 %)    |
| Construction                                                                                              | 12      | 25,5 %  | (13 %)      |
| Commerce de gros et de détail, transports, hébergement et restauration                                    | 8       | 17 %    | (27,5 %)    |
| Activités financières et d'assurance                                                                      | 1       | 2,1 %   | (3,4 %)     |
| Activités immobilières                                                                                    | 1       | 2,1 %   | (4,2 %)     |
| Activités spécialisées, scientifiques et techniques et activités de services administratifs et de soutien | 2       | 4,3 %   | (12,4 %)    |
| Administration publique, enseignement, santé humaine et action sociale                                    | 3       | 6,4 %   | (12,7 %)    |
| Autres activités de services                                                                              | 2       | 4,3 %   | (7,8 %)     |

Le secteur de l'industrie manufacturière, des industries extractives et autres est prépondérant sur la commune puisqu'il représente 38,3 % du nombre total d'établissements de la commune (18 sur les 47 entreprises implantées  à Colombiès), contre 17,7 % au niveau départemental.

#### Entreprises
Les trois entreprises ayant leur siège social sur le territoire communal qui génèrent le plus de chiffre d'affaires en 2020 sont : 
- Chaux Du Pont Neuf - Bex, extraction de pierres ornementales et de construction, de calcaire industriel, de gypse, de craie et d'ardoise (707 k€) ;
- MC Negoce, commerce de gros (commerce interentreprises) d'animaux vivants (595 k€) ;
- SARL Des Deux Tours, élevage de porcins (149 k€).

### Agriculture
La commune est dans le Segala, une petite région agricole occupant l'ouest du département de l'Aveyron. En 2020, l'orientation technico-économique de l'agriculture  sur la commune est l'élevage bovin, orientation mixte lait et viande.
|               | 1988  | 2000  | 2010  | 2020  |
| ------------- | ----- | ----- | ----- | ----- |
| Exploitations | 184   | 121   | 96    | 81    |
| SAU (ha)      | 3 916 | 3 890 | 3 645 | 3 777 |

Le nombre d'exploitations agricoles en activité et ayant leur siège dans la commune est passé de 184 lors du recensement agricole de 1988  à 121 en 2000 puis à 96 en 2010 et enfin à 81 en 2020, soit une baisse de 56 % en 32 ans. Le même mouvement est observé à l'échelle du département qui a perdu pendant cette période 51 % de ses exploitations,. La surface agricole utilisée sur la commune a également diminué, passant de 3 916 ha en 1988 à 3 777 ha en 2020. Parallèlement la surface agricole utilisée moyenne par exploitation a augmenté, passant de 21 à 47 ha.

## Culture locale et patrimoine

### Lieux et monuments
- Jardin d'agrément du Mazet[55].
- Église Saint-Martin de Limayrac.
- Église de Talespues.
- Église Notre-Dame de Combrouze.
- Église Saint-Jacques de Colombiès.

L'église Saint-Jacques.
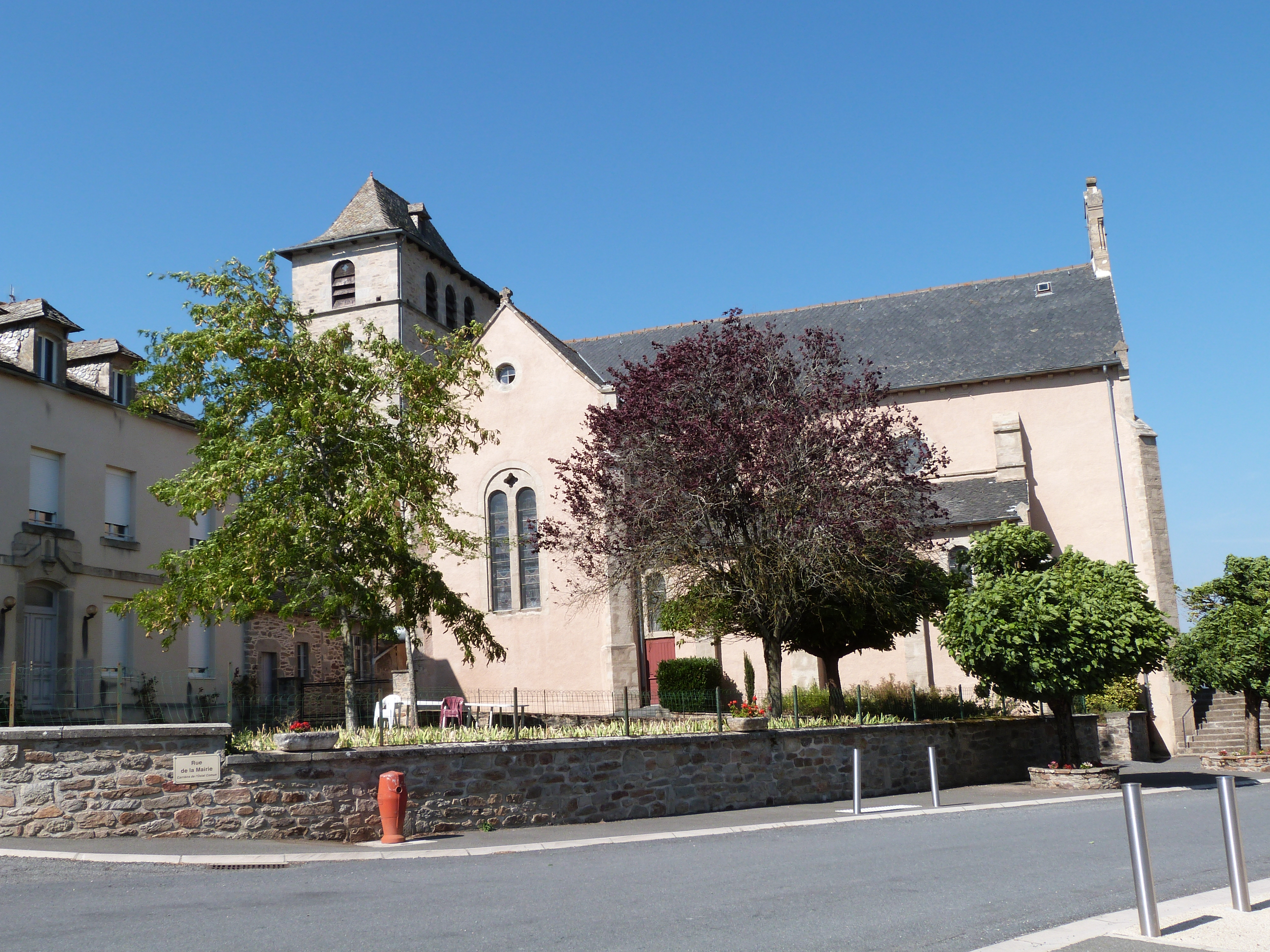
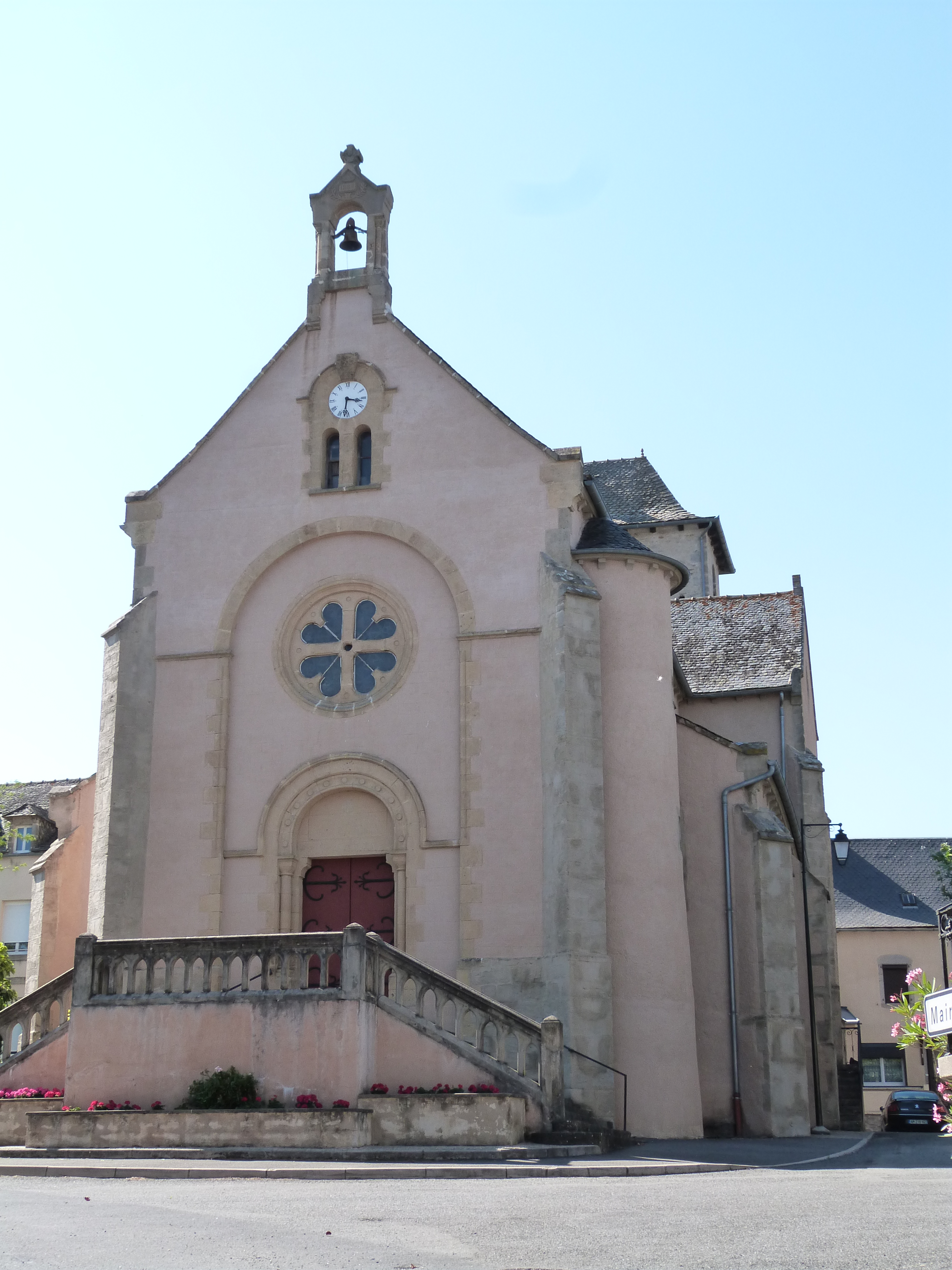
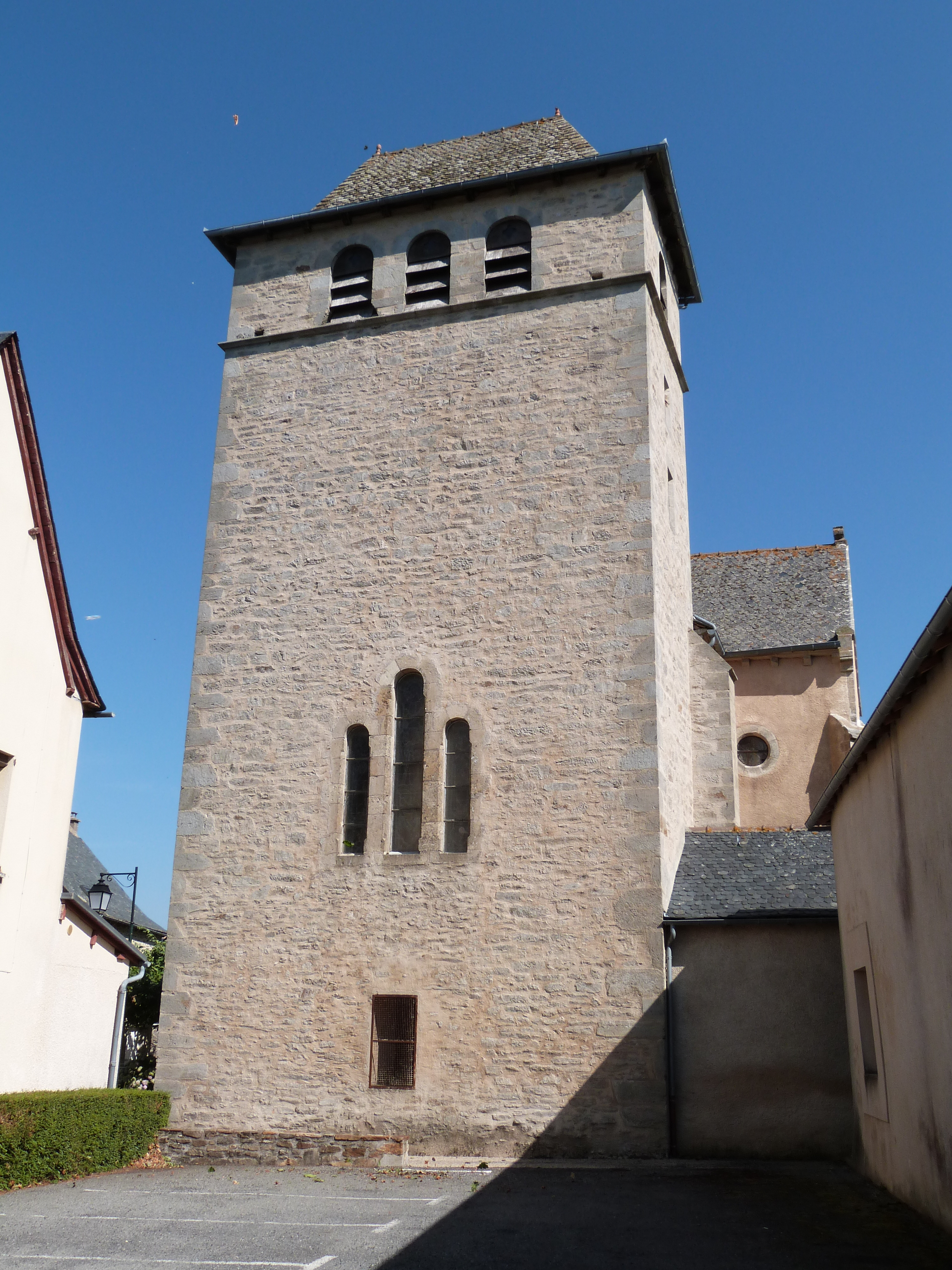

### Personnalités liées à la commune
- Auguste de Balsac (1788-1880), haut fonctionnaire et homme politique français du début du XIXe siècle, né et mort à Colombiès au lieu-dit Le Mazet.
- Yves Garric (1948), journaliste de presse écrite, radio et télévision, écrivain auteur de romans, contes et pièces de théâtre, réalisateur de films, né à Colombiès.

### Héraldique
| Blason de la commune de Colombiès | De sinople au sautoir losangé de gueules et d’or. |